# Streptococcus viridans
Streptococcus viridans és un grup d'organismes del gènere Streptococcus amb relació parafilètica. Es tracta d'un grup de bacteris estreptococs comensals que poden ser o bé del tipus α-hemolític, que produeixen una coloració verda (d'aquí el nom viridans) a les plaques d'agar sang, o bé del tipus no hemolític.
Els estreptococs viridans es poden distingir dels pneumococs mitjançant la prova de l'optoquina, ja que els estreptococs viridans són resistents a aquesta substància. Els estreptococs viridans també manquen de la càpsula de polisacàrids típica dels S. pneumoniae o dels antígens de Lancefield dels membres piogens del seu gènere. Aquests organismes són molt abundants a la boca. Si s'introdueixen en el torrent sanguini poden causar endocarditis, particularment en individus amb les vàlvules del cor danyades. Encara que aquesta possibilitat es troba limitada a individus amb alteracions en el sistema immunitari.